# Союз писателей БССР
Союз писателей БССР (СП БССР) ― добровольная общественная творческая организация литераторов Белоруссии в 1934—1991 гг.

## История создания
Создан согласно постановлению ЦК ВКП(б) от 23 апреля 1932 «О перестройке литературно-художественных организаций» и постановления ЦК КП(б)Б от 27 мая 1932 «О перестройке литературно-художественных организаций БССР».
Организационно образование Союза писателей БССР оформил I Всебелорусский съезд писателей, прошедший в Минске (8-14 июня 1934). Руководящий орган ― съезд, между съездами ― правление. Входил в Союз писателей СССР.

### Спецсообщение секретно-политического отдела ГУГБНКВДСССР «О ходе подготовки к I Всесоюзному съезду Союза советских писателей» от 12 августа 1934 г.
Делегация Союза советских писателей БССР.
От Союза советских писателей БССР прибыла делегация в следующем составе: делегаты с решающим голосом: Коник, Климкович, Лыньков, Бронштейн, Дунец, Александрович, Купала, Колас, Чарот, Чёрный, Крапива, Харик, Романовская, Крапачев, Головач, Бровко.
Гости: Кульбак, Гурский, Бядуля, Шаповалов, Мурашко, Хведорович, Вайшнорес, Самуйленок, Вольский, Бровкович, Цишка Гартный и Зускинд Лев.
<…>
1) Александрович А. И. — 1906 г[ода] р[ождения], белорус, член КП(б)Б. В прошлом являлся автором ряда пасквильных антисоветских стихотворений, которые им нелегально распространялись.
Совместно с писателями Жилуновичем и Дударем <…> выступал открыто против влияния русской культуры на белорусскую. Был в весьма близких отношениях с осужденным по делу «СВБ» 4) известным нацдемом Адамовичем Алесем.
2) Купала Янка — Луцкевич И. Д., белорусский народный поэт, беспартийный. Активный лидер нац[ионального] демократизма. <…> Его квартира была местом постоянных сборищ нацдемов. Находился в тесной связи с осужденными членами «Б[елорусского] н[ационального] ц[ентра]» Рак-Михайловским, Жиком и др. <…> Группирует вокруг себя нацдемовски настроенных.
3) Якуб Колас — Мицкевич, белорус, беспартийный, народный поэт БССР. Бывший член Белорусского национального комитета; в 1921 г. подписал в числе других воззвание «Православным белорусам» об автокефалии белорусской церкви. Автор ряда ярких нацдемовских произведений.<…>
4) Чарот (Куделько) М. С., белорус, член КП(б)Б, белорусский писатель. Бывший офицер царской армии, быв[ший] чл[ен] Белорусского национального комитета. Вместе с Купалой, Зарецким и Жилуновичем в 1925 г. ездил за границу в Чехословакию и Польшу, где имел встречи с видными заграничными бел[орусскими] нацдемами. Будучи ответственным редактором газеты «Савецкая Беларусь», напечатал статью члена «СВБ» Зайца, провокационно освещающую работу белорусского студенчества в Праге и восхваляющую белую пражскую эмиграцию; провокационное к[онтр]р[еволюционное] письмо 3 белорусских писателей (Александровича, Дударя и Зарецкого) о зажиме и гонении на белорусских писателей; к[онтр]р[еволюционное] письмо 7 писателей; нацдемовские статьи Дударя по вопросам театра, Жилуновича, Зарецкого и др.
<…>
5) Крапива (Атрахович) К. К., б[ес]п[артийный], быв[ший] лидер литературного объединения «Узвыша». <…> В последнее время написал идеологически выдержанную пьесу «Конец дружбы».
6) Харик И. Д., 1898 г[ода] р[ождения], сын кустаря, еврейский писатель, кандидат [в члены] КП(б)Б. В узком кругу высказывает недовольство политикой партии. В его произведениях проскальзывают националистические нотки и идеализация Бунда («Минские болота»).
7) Головач П. Р., белорус, член КП(б)Б, сын полицейского, в 1934 г. во время чистки исключался из партии за нац[иональный] демократизм. Бывший генеральный секретарь Бел[орусского] АППа. В 1930 году, в связи с арестами по делу «СВБ», подавал заявление о выходе из партии. Редактировал и пропустил в печать 6-й том нацдемовских произведений Янки Купалы и к[онтр]р[еволюционную] статью Сидоренко в журнале «Беларусь Калгаская».
<…>
8) Бровко П. У., б[ес]п[артийный], сын полицейского, белорусский поэт. Ярый нацмен 5). Близко стоял к осужденному члену «СВБ» Адамовичу Алесю.
9) Кульбак М. С., б[ес]п[артийный], еврейский писатель. Прибыл в 1928 г. нелегально из Польши в БССР. Будучи в Польше, состоял зам[естителем] председателя национал-фашистской еврейской литературной организации. Группирует вокруг себя националистически настроенных еврейских писателей, выходцев из социально чуждой среды, имеющих связи с заграницей.
10) Бядуля (Плавник) Израиль, 1886 г[ода] р[ождения], сын торговца, белорусский писатель. Бывш[ий] чл[ен] партии белорусских эсеров, быв[ший] нашанивец, в 1919-[19]20 гг. сотрудничал в белогвардейской газете «Беларусь»; был весьма близок к осужденным членам «СВБ» Ластовскому, Лесику и др. На нацдемовских позициях стоит до последнего времени.
11) Мурашко Г. Д., белорус, чл[ен] КП(б)Б, в 1934 г. во время чистки исключался из партии за нац[иональный] демократизм. Нацдемовски настроен, был в близких отношениях с осужденными членами «СВБ».
12) Хведорович (Чернушевич) Н. Ф., чл[ен] КП(б)Б, в 1934 г. во время чистки исключался из партии за нац[иональный] демократизм. Хведорович рос под влиянием брата своего, нацдема Чернушевича Никифора, осужденного по делу «СВБ», с которым он поддерживает систематическую письменную связь и помогает ему материально. Будучи редактором журнала «Чырвоная Беларусь», поместил в нём ряд ярых нацдемовских произведений Сидоренко, Никоновича и др.
13) Бровкович Фаддей — зав[едующий] Белгосиздатом, чл[ен] КП(б)Б, близко стоял к осужденным членам «СВБ» Лесику, Некрашевичу, Ластовскому и др.
14) Цишка Гартный (Жилунович) — 1887 г[ода] р[ождения], ур[оженец] Копыля, бывш[ий] чл[ен] Белорусской социалистической Громады, б[ес]п[артийный], с 1918 по 1930 г. член КП(б)Б. Входил в руководящий центр «СВБ». Убежденный нацдем. В 1925 г. совместно с Якубом Коласом, Чаротом и Зарецким посетил Чехословакию и Польшу, где имел ряд встреч с видными бел[орусскими] нацдемами.
15) Зискинд Лев 6) — еврейский писатель, прибыл в БССР из Германии в феврале мес[яце] 1934 г., где находился, якобы, в концлагере как коммунист.

## Творческая и хозяйственная работа СП БССР
В СП БССР были организованы творческие секции: прозы, поэзии, драматургии, критики, детской и юношеской литературы, художественного перевода, очерка и публицистики.
Открыты отделения в Брестской, Витебской, Гомельской, Гродненской и Могилёвской областях.
В качестве подразделений при СП БССР работали Белорусское отделение Литературного фонда СССР, Бюро пропаганды художественной литературы.
Задачами Отделения Литфонда являлось содействие членам СП БССР в улучшении их материальных и бытовых условий. Литфонд имел поликлинику, «Книжную лавку писателя» в Минске, Дом творчества писателей им. Я. Коласа в Королищевичах (1949—1986), позже ― у реки Ислочь близ Ракова. В Королищевичах в разное время отдыхали и работали Я. Колас, П. Броўка, А. Куляшоў, М. Лынькоў, Я. Маўр, У. Дубоўка, Я. Брыль, К. Крапіва, П. Панчанка, М. Танк, М. Лужанін и другие белорусские писатели.
Первоначально СП БССР размещался в небольшом двухэтажном здании на ул. Энгельса. В 1976 в Минске на ул. Фрунзе открыт Дом литератора ― творческий клуб белорусских писателей со зрительным залом на 350 мест, конференц-залом, баром, кафе, библиотекой. В здании (арх Ю. Григорьев и О. Шубина, худ. В Стельмашонок) разместилось правление СП БССР и его подразделения.
В 1934 в СП БССР было 65 членов, 1945 ― 47, ко II съезду писателей (1949) ― 91, к III (1954) ― 114, к IV (1959) ―173, к V (1966) ― 242, к VI (1971) ― 277, к VII (1976) ― 304, к VIII (1981) ― 319, к IX (1986) ― 364. В составе СП БССР было два отделения: Гомельской области и Могилевской области.
С распадом СССР Союз писателей БССР был переименован в Союз писателей Беларуси (Саюз пісьменнікаў Беларусі), который, в свою очередь разделился на две творческие организации — Союз писателей Беларуси и Союз белорусских писателей (Саюз беларускіх пісьменнікаў). Оба считают себя преемниками Союза писателей БССР.

## Печатные органы
- Еженедельная газета «Літаратура і мастацтва»
- Журнал «Полымя»
- Журнал «Маладосць»
- Журнал «Беларусь»[7]
- Журнал «Нёман»

## Председатели правления Союза писателей БССР
- Михась Климкович (1934—1938)
- Михась Лыньков (1938—1948)
- Петрусь Бровка (1948—1966)
- Максим Танк (1966—1990)
- Василь Зуёнок (1990—1998)